# فك ترميز المخطوطات المصرية القديمة

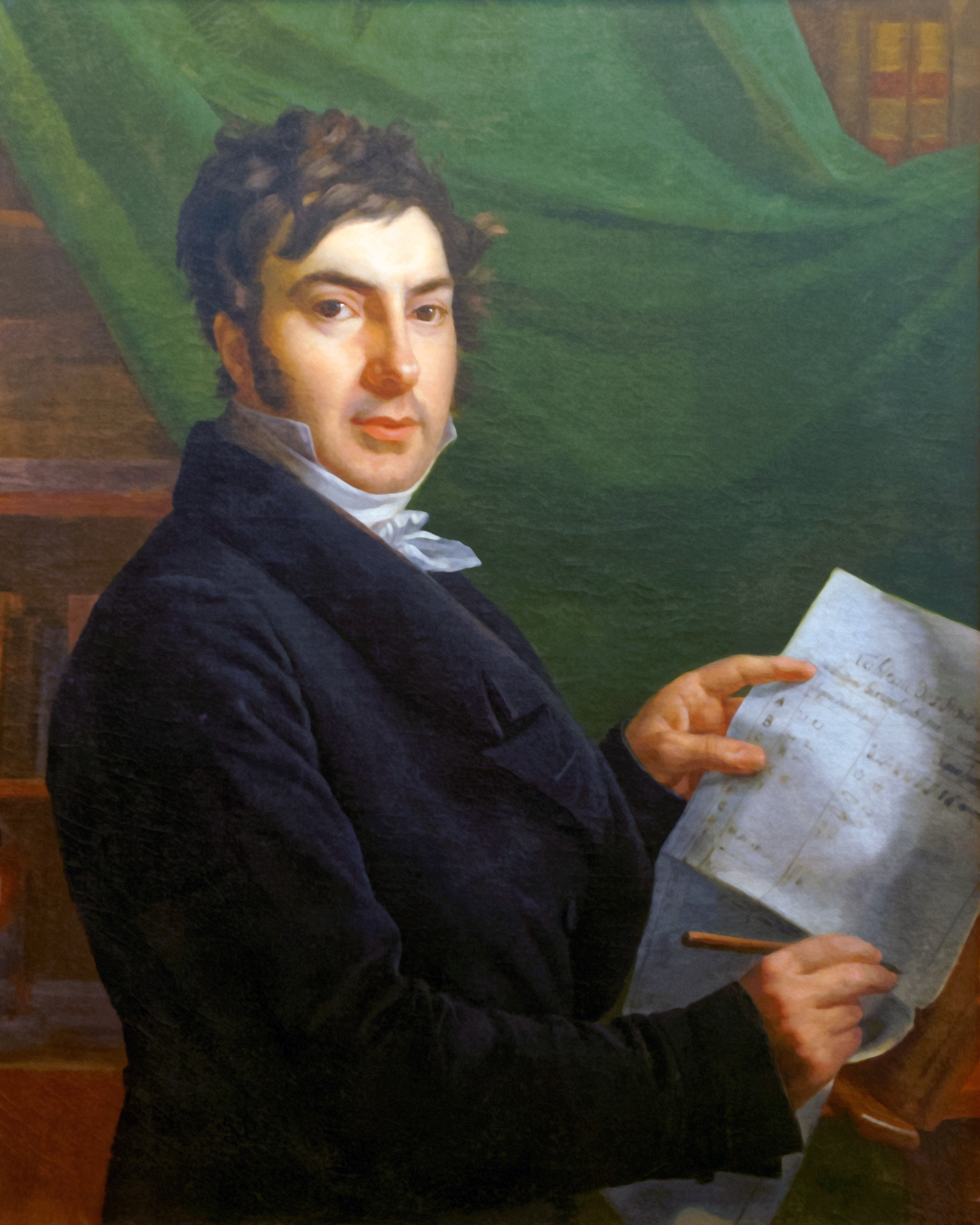
جان فرانسوا شامبوليون في عام 1823 حاملًا قائمة العلامات الهيروغليفية الصوتية. بورتريه بريشة فيكتورين-أنجيليك-أميلي روميلي

فُكّت رموز أنظمة الكتابة المستخدمة في مصر القديمة في أوائل القرن التاسع عشر بجهود العديد من العلماء الأوروبيين، بالأخص جان فرانسوا شامبوليون وتوماس يانغ. لم تعد أشكال الكتابة المصرية القديمة المتضمنة الكتابات الهيروغليفية المصرية والهيراطيقية والديموطيقية مفهومة في القرنين الرابع والخامس بعد الميلاد، إذ كانت الأبجدية القبطية تحل مكانها باطراد. كانت معرفة الأجيال اللاحقة بالكتابات القديمة مبنية على عمل المؤلفين اليونانيين والرومانيين الذين كان فهمهم خاطئ للنصوص. وهكذا كان من المعتقد على نطاق واسع أن النصوص المصرية كانت رسمًا فكريًا محضًا (إيديوغرامية) تمثل الأفكار بدلًا من الأصوات، وحتى أن الهيروغليفية لغة باطنية صوفية وليست وسيلة لتسجيل لغة منطوقة. صرّحت بعض المحاولات لفك الترميز من قبل الباحثين المسلمين والأوروبيين في العصور الوسطى وأوائل العصر الحديث أن النص قد يتضمن مكونًا صوتيًا بيد أن تصور الهيروغليفية على أنها مجرد رسم فكري قد أعاق الجهود الرامية لفهمها حتى وقت متأخر من القرن الثامن عشر.
كان حجر الرشيد المكتشف في عام 1799 من قبل أعضاء حملة نابليون بونابرت في مصر يحمل نصًا متوازيًا بالهيروغليفية والديموطيقية واليونانية. وكان من المأمول أن يتم فك رموز النص المصري من خلال ترجمته اليونانية، ولا سيما بالاقتران مع الأدلة المستمدة من اللغة القبطية، وهي المرحلة الأخيرة من اللغة المصرية. وقد تبينت صعوبة المهمة ولا سيما مع توقف التقدم الذي أحرزه أنطوان إيزاك سلفستر دي ساسي ويوهان ديفيد اوكرلاد. لاحظ يانغ -بناء على عملهما- أن الأحرف الديموطيقية كانت مشتقة من الهيروغليفية وحدد العديد من العلامات الصوتية في الديموطيقية. حدد أيضًا معنى العديد من الكتابات الهيروغليفية، بما في ذلك الحزوز الصوتية ضمن الخرطوش الحاوي على اسم ملك مصري من أصل أجنبي، بطليموس الخامس. ومع ذلك، كان مقتنعًا بأن الهيروغليفية الصوتية استُخدمت فقط في كتابة الكلمات غير المصرية. في أوائل عشرينيات القرن التاسع عشر قارن شامبوليون خرطوش بطليموس مع الخراطيش الأخرى وأدرك أن الكتابة الهيروغليفية هي خليط من العناصر الصوتية والإيديوغرامية. قوبلت ادعاءاته في البداية بالتشكيك والاتهامات بأنه أخذ أفكارًا من يانغ دون منحه الفضل، لكنه حصل تدريجيًا على القبول. ذهب شامبوليون إلى التعرف تقريبًا على معاني معظم صوتيات الهيروغليفية ووضع العديد من القواعد والمفردات المصرية القديمة. من ناحية أخرى، فك يانغ إلى حد كبير ترميز الديموطيقية باستخدام حجر الرشيد مع غيره من النصوص المتوازية اليونانية الديموطيقية.
تضاءلت جهود فك الترميز بعد وفاة يانغ في عام 1829 وشامبوليون في عام 1831، ولكن في عام 1837 أشار كارل ريتشارد ليبسيوس إلى أن العديد من الكتابات الهيروغليفية تمثل توليفات من صوتين أو ثلاثة بدلًا من صوت واحد، وصحح بذلك أحد أهم العيوب الأساسية في عمل شامبوليون. صقل علماء آخرون كإيمانويل دي روجيه فهم اللغة المصرية كفايةً لدرجة أنه بحلول خمسينيات القرن التاسع عشر بات من الممكن ترجمة النصوص المصرية القديمة بالكامل. إضافةً إلى فك ترميز الكتابة المسمارية في الفترة نفسها تقريبًا، فتح عملهم أبواب النصوص التي تعذر تفسيرها من المراحل الأولى من تاريخ البشرية.

## المخطوطات المصرية واندثارها
اتبعت مصر القديمة نظامين رئيسيين للكتابة على امتداد معظم تاريخها. الهيروغليفية، وهي نظام من علامات تصويرية استخدمت أساسًا في النصوص الرسمية، نشأت في وقتٍ ما حوالي العام 3200 ق.م. والهيراطيقية، وهي نظام من الحروف المتصلة مستمد من الهيروغليفية وكانت تستخدم أساسًا للكتابة على البردية، كانتا تقريبًا متماثلتين بالقِدم. ابتداءً من القرن السابع قبل الميلاد، ظهر نص ثالث مشتق من الهيراطيقية المعروف اليوم باسم الديموطيقية. وقد اختلفت كثيرًا عن أسلافها الهيروغليفية لدرجة صَعُب فيها التعرف على العلاقة بين العلامات. أصبحت الديموطيقية أشيع أنظمة الكتابة للغة المصرية، أما الهيروغليفية والهيراطيقية فاقتصرتا بعدئذٍ على الاستخدامات الدينية غالبًا. في القرن الرابع قبل الميلاد، وقعت مصر تحت حكم سلالة البطالمة اليونانية، واستُخدمت اليونانية والديموطيقية جنبًا إلى جنب في مصر تحت حكم البطالمة ثم حكم الإمبراطورية الرومانية. أصبحت الهيروغليفية غامضة بشكل متزايد ومقتصرة على الكهنة المصريين.
احتوت النصوص الثلاثة على مزيج من العلامات الصوتية تمثل الأصوات في اللغة المنطوقة، والإشارات الإيديوغرامية التي تمثل الأفكار. تضمنت العلامات الصوتية علامات أحادية وثنائية وثلاثية، ممثلةً على التوالي صوتًا واحدًا أو صوتين أو ثلاثة. وشملت العلامات الإيديوغرامية: الرسوم اللفظية التي تمثل كلمات كاملة، والرسوم المعنوية التي استُخدمت لتحديد معنى كلمة مكتوبة بعلامات صوتية.
كتب العديد من المؤلفين اليونانيين والرومان عن هذه النصوص، وأدرك العديد منهم أن المصريين اتبعوا نظامين أو ثلاثة من نظم الكتابة، ولكن أيًا من أعمالهم التي نجت لوقت لاحق لم تفهم تمامًا نظام المخطوطات. وصف ديودور الصقلي، في القرن الأول ق.م. صراحةً الهيروغليفية على أنها كتابات رسمية فكرية، ومعظم المؤلفين الكلاسيكيين شاركوه هذا الافتراض. أشار فلوطرخس في القرن الأول الميلادي إلى 25 حرف مصري، مما يشير إلى أنه ربما كان على علم بالجانب الصوتي للهيروغليفية أو الديموطيقية، بيد أن فحواه كان مبهمًا. نحو العام 200 م، لمّح إكليمندس الإسكندري إلى أن بعض العلامات كانت صوتية لكنها تركز على المعاني المجازية للعلامات. زعم أفلوطين، في القرن الثالث الميلادي، أن الهيروغليفية لا تمثل الكلمات إنما هي رؤية أساسية من الوحي الإلهي إلى طبيعة الأشياء التي صورتها. نسخ أميانوس مارسيليانوس في القرن الرابع الميلادي ترجمة مؤلف آخر لنص هيروغليفي على المسلة، لكن الترجمة كانت ركيكة للغاية بحيث لم تكن مفيدة في فهم مبادئ نظام الكتابة. تعتبر الهيروغلوفيكا المناقشة الموسعة الوحيدة للهيروغليفية التي استطاعت البقاء حتى العصر الحديث، وهو عمل كتب على الأرجح في القرن الرابع الميلادي ويُنسب إلى رجل يدعى هورابولو. وهو يناقش معاني الكتابات الهيروغليفية الفردية بمعزل عن كيفية استخدام تلك العلامات لتشكيل عبارات أو جمل. بعض المعاني التي يصفها صحيحة، ولكن أكثرها خاطئ وكلها مفسرة بشكل مضلل على أنها حكايات رمزية. على سبيل المثال، يقول هورابولو أن صورة الإوزة تعني «الابن» لأن الإوز يُعرف عنه حبه لصغاره أكثر من الحيوانات الأخرى. في الواقع استخدمت الهيروغليفية الإوزة لأن الكلمتين المصريتين «الإوزة» و«الابن» يتضمنان نفس الحروف الساكنة.
بدأت الهيروغليفية والديموطيقية بالاختفاء في القرن الثالث بعد الميلاد. اندثرت كهنوتية المعبد واعتنقت مصر تدريجيًا المسيحية، ولأن المسيحيين المصريين استخدموا الأبجدية القبطية المستمدة من اليونانية، فقد حلت مكان الديموطيقية. كُتب آخر نص هيروغليفي (نقش إسمت أخوم) من قبل الكهنة في معبد إيزيس في فيلة في العام 394 م، ونُقش آخر نص ديموطيقي هناك في العام 452 م. معظم التاريخ قبل الألفية الأولى قبل الميلاد تم تسجيله باستخدام النصوص المصرية أو الكتابة المسمارية، وهو نظام الكتابة في بلاد الرافدين. ومع فقدان المعرفة بكلا هذين النظامين، كانت السجلات الوحيدة للماضي البعيد عائدة لمصادر محدودة ومحرفة. المثال المصري الرئيسي لهذه المصادر هو إيجيبتيكا، وهو تاريخ للبلاد كتبه قس مصري يدعى مانيثو في القرن الثالث قبل الميلاد. وفُقد النص الأصلي ولم يبق إلا ملخصات واقتباسات من مؤلفين رومانيين.
استمر معظم المصريين بتحدث اللغة القبطية -آخر شكل من أشكال اللغة المصرية- بعد الفتح الإسلامي لمصر في عام 642 م، بيد أنها تقهقرت تدريجيًا أمام اللغة العربية. بدأت القبطية بالاندثار في القرن الثاني عشر، وبعد ذلك نجت بشكل رئيسي بصفتها اللغة المقدسة للكنيسة القبطية الأرثوذكسية.